# Lista de países por produção de mercúrio
Esta é uma lista de países por produção de mercúrio em 2019, com base na United States Geological Survey Mineral Commodity Summary de 2020.
| Classificação | País/Região   | Produção de mercúrio (toneladas) em 2019 |
| ------------- | ------------- | ---------------------------------------- |
|               | Mundo         | 4.000                                    |
| 1             | China         | 3.500                                    |
| 2             | México        | 240                                      |
| 3             | Tajiquistão   | 100                                      |
| 4             | Peru          | 40                                       |
| 5             | Argentina     | 30                                       |
| 6             | Quirguistão   | 20                                       |
| 7             | Noruega       | 20                                       |
| 8             | Outros países | 20                                       |